# Hugo (Cocktail)

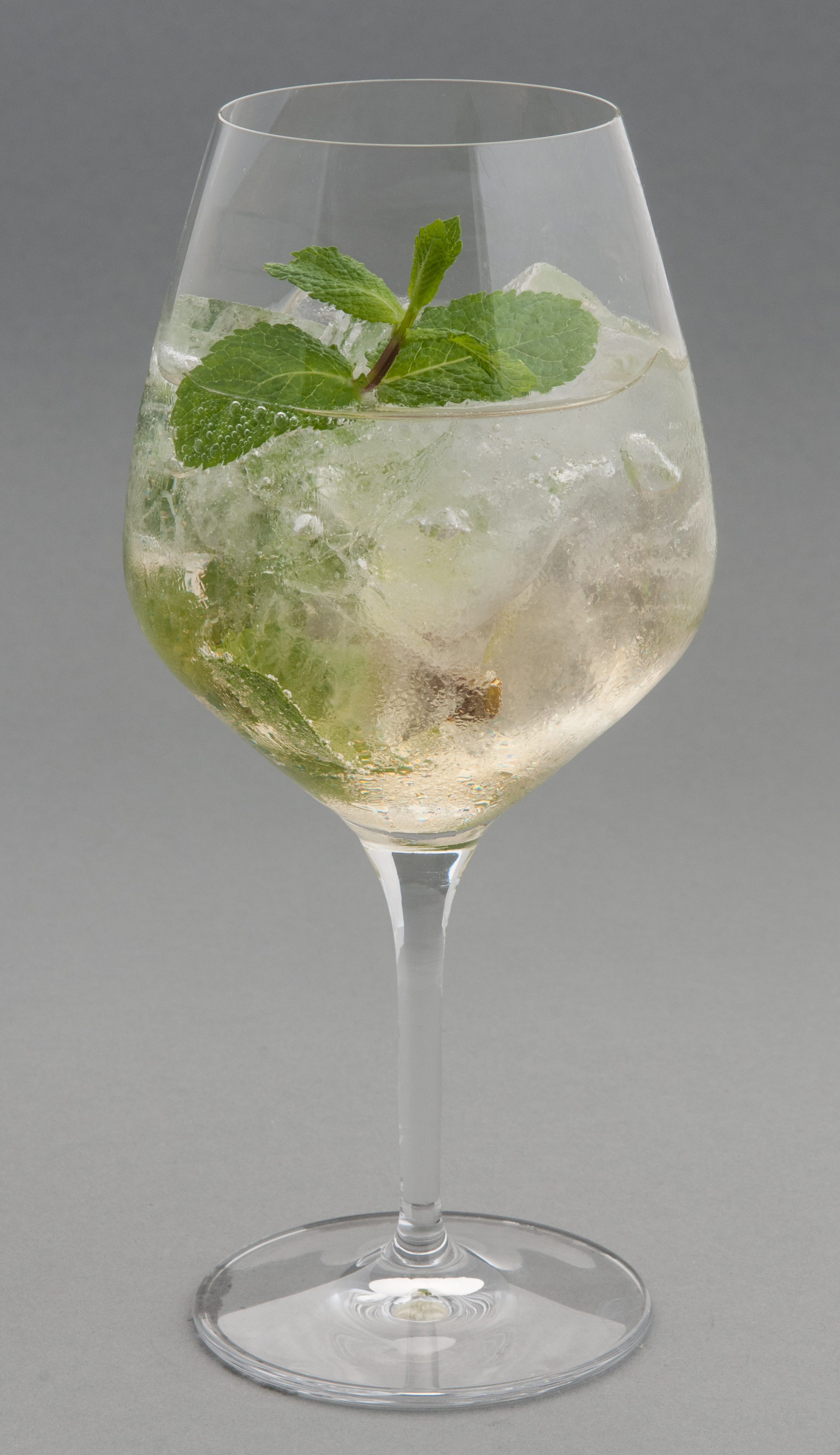
Hugo

Hugo ist ein schwach alkoholischer Cocktail aus Prosecco, Zitronenmelisse- oder Holunderblüten-Sirup, frischer Minze und Mineral- oder Sodawasser; oft sind auch Limettenstücke oder -saft enthalten. Der Longdrink verbreitete sich, ausgehend von Südtirol, nach dem Jahr 2005, vor allem im deutschsprachigen Raum und wird auch häufig als Aperitif gereicht.

## Geschichte
Das Getränk ähnelt einerseits einem Spritzer (Weißweinschorle), die in Österreich als Kaiser-G’spritzter schon lange mit Holunderblütensirup serviert wird, bzw. der bewährten Mischung von Holunderblütensirup und Sekt (im Gegensatz zum als  „Holundersekt“ bezeichneten Vergärungsprodukt aus Holunderblüten, Zucker, Säure und Wasser). Andererseits erinnern die Zutaten Minze, Limette und Soda an den Longdrink-Klassiker Mojito, wobei Limette nicht in allen Hugo-Rezepten verwendet wird.
Den ersten „Hugo“ genannten Cocktail mixte nach eigener Angabe der Barkeeper Roland Gruber, der seit Herbst 2005 die Sanzeno Wein- und Cocktailbar in Naturns im Vinschgau (Südtirol) betreibt. Er habe einfach eine Alternative zum seinerzeit sehr populären Trend-Drink Aperol Spritz gesucht. Den Namen „Hugo“ habe er zufällig gewählt. Spätestens seit dem Sommer 2010 ist Hugo in Deutschland weit verbreitet.
Einen Drink mit fast identischen Zutaten wie in vielen heute servierten Hugos hatte der Journalist und Kochbuchautor Hans Gerlach schon im Sommer 2003 veröffentlicht. Bei der Zubereitung seiner „Holdirinha“ orientierte er sich aber eher an der Caipirinha, denn die festen Zutaten (zwei Achtel einer Zitrone oder Limette, ein Zweig Minze) werden zunächst mit drei bis vier Esslöffeln Holunderblütensirup in einem Becherglas zerdrückt. Die Mischung sollte dann mit zerstoßenem Eis aufgefüllt und mit 10 cl Prosecco verrührt werden. Durch das Stößeln der Zutaten und das fehlende Sodawasser unterschied sich dieser Cocktail allerdings deutlich vom heute populären Hugo, der eher als „Spritz-Variante“ gesehen wird.

## Zubereitung
Roland Gruber mixte seinen ursprünglichen Hugo aus 15 cl gekühltem Prosecco, 2 cl Zitronenmelissesirup, einigen Blättern Minze und einem Spritzer Soda, die er in einem Weinglas vorsichtig mit einigen Eiswürfeln verrührte und den Drink mit einem Stück Zitrone garnierte.
Während sich die Zubereitung und das Servieren in einem bauchigen Weinglas auf Eiswürfeln erhalten hat, wird Hugo inzwischen häufiger mit Holunderblütensirup statt Zitronenmelissesirup zubereitet und zusätzlich oft mit Limettenstücken oder -scheiben kombiniert, die manchmal über dem Drink ausgepresst werden. In weiteren Hugo-Varianten werden Weißwein, Sekt oder Champagner statt Prosecco, und/oder Holunderblütenlikör statt -sirup verwendet. Holunderblütenliköre und -sirups erfreuen sich seit der Markteinführung des Holunderblütenlikörs St. Germain im Jahr 2007 zunehmender Beliebtheit und werden inzwischen wieder von zahlreichen Herstellern angeboten. Der Autor und Barkeeper Stephan Hinz gibt 1,5 cl Holunderblütensirup, 3 Zweige Minze und 2 Zitronenspalten in ein Weinglas mit Eiswürfeln und füllt mit Sodawasser und Weißwein auf.
Günstige Getränkevarianten, die von Supermärkten und Discountern als „Hugo“ vertrieben werden, werden oft als „Aromatisierter weinhaltiger Cocktail“ deklariert.